# زیراسف
زیراسف یکی از روستاهای استان آذربایجان شرقی است که در دهستان آغمیون بخش مرکزی شهرستان سرآب واقع شده‌است.امروزه بیشتر این روستا خالی از سکنه است.